# Рождество Богородично (Тибужде)
„Рождество Богородично“ (на сръбски: Храм Рождества Пресвете Богородице) е православна църква във вранското село Тибужде, югоизточната част на Сърбия. Част е от Вранската епархия на Сръбската православна църква.

## История
Храмът е гробищен, изграден в 1870 година на старо култово място - в северозападния ъгъл на сградата е вграден масивен фрагмент от антична колона с канелюри. Запазени са основите на стара църква на югоизток.

## Описание
В югоизточния ъгъл на галерията има параклис с иконостас с руски икони.
Иконите на иконостаса са от 1870 година, дело на видния български възрожденски иконописец Аврам Дичов. Освен стандартните сцени на парапетните табла са изписани старозаветни сцени. По време на този престой във Вранско се оформя стилът на Аврам Дичов, освободил се от влиянието на баща си Дичо Зограф, характерно за първите му творби.